# Johann Martin von Rohden

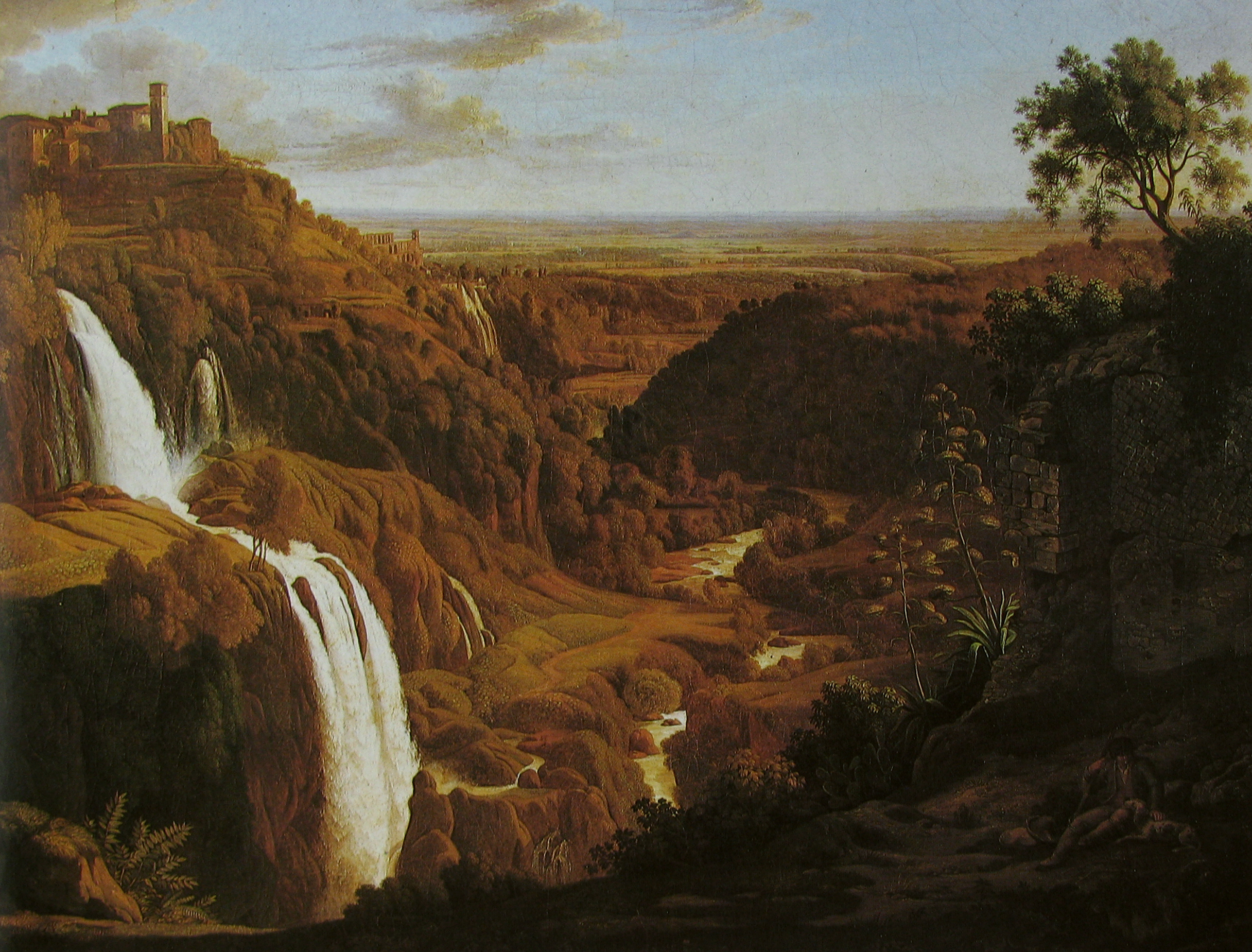
Wasserfälle bei Tivoli, 1819.

Johann Martin von Rohden, född den 30 juli 1778 i Kassel, död den 9 september 1868 i Rom, var en tysk målare, far till Franz von Rohden.
von Rohden målade romersk natur i en stil, besläktad med J.A. Kochs landskap. Han ägde likväl mera omedelbarhet. Landskap av hans hand finns i flera tyska museer.